# Довлетабад
Довлетабад-Донмез (до 1991 года — Советабад) — уникальное (по международной классификации) газовое месторождение в Туркменистане. Расположено в Марыйской области, в юго-восточной части страны, вблизи города Серахса. Открыто в 1982 году. Освоение началось в 1983 году. Довлетабад находится вблизи иранской границы, его продолжением является одно из крупных газовых месторождении Ирана Хангиран.

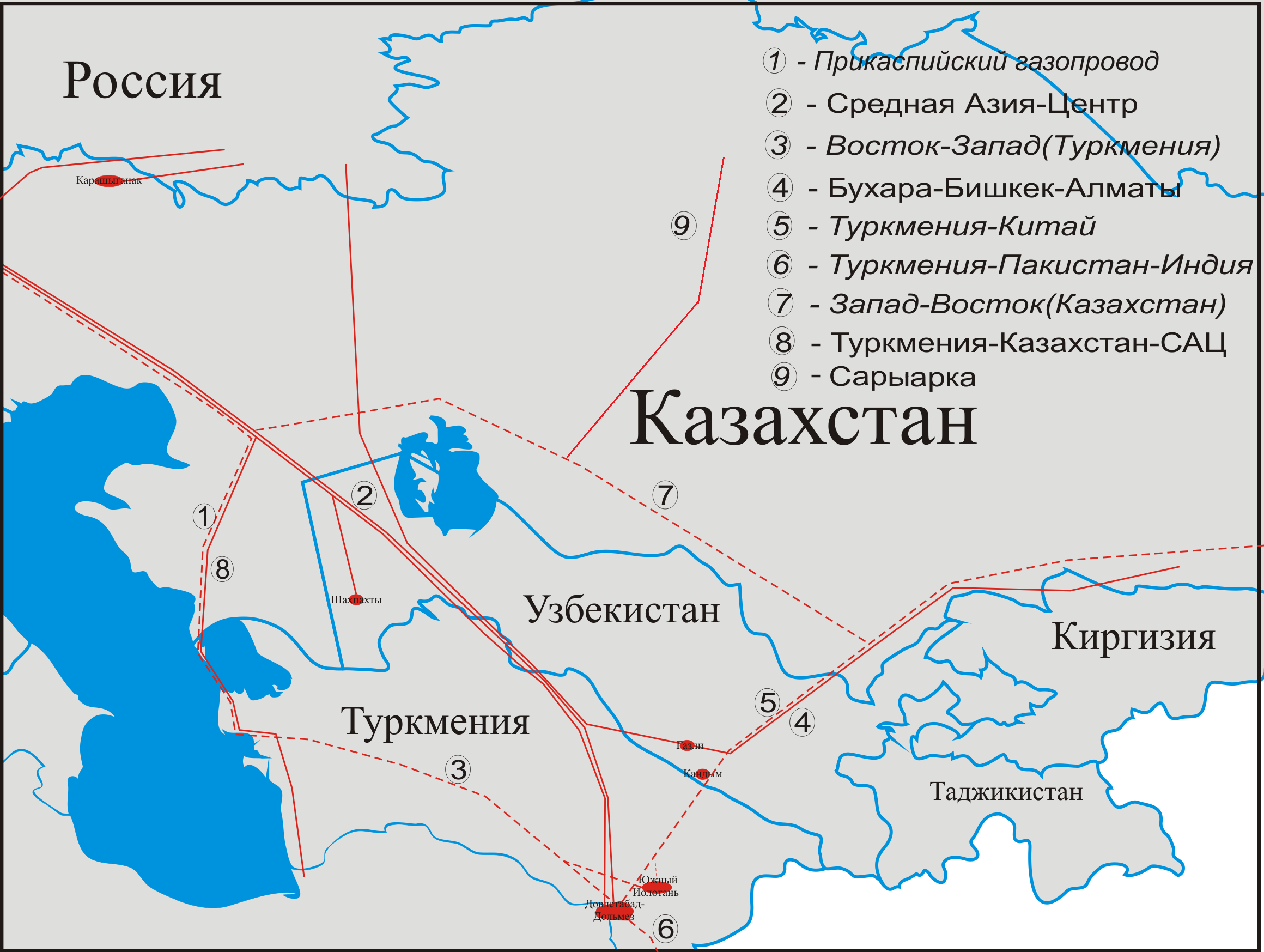
Довлетабад и его транспортировки

Относится к Туранской нефтегазоносной провинции Мургабской нефтегазоносной области. Газоносность полностью связана с отложениям мелового возраста (а в отложениях юрского возраста - в стадии предварительной разведки). Залежи пластовые сводовые тектонически ограниченные.
Начальные запасы газа 1,3 трлн м³.
Оператором месторождения является туркменская государственная компания Туркменгаз. Добыча газа на месторождении в 2007 г. — составила 40 млрд м³.

## История
Структурная особенность месторождения Довлетабад-Донмез была обнаружена в ходе геологических исследований в 1957—1960 годах. Поисково-разведочные скважины, подтверждающие наличие запасов природного газа, были пробурены в 1972—1974 годах. Добыча газа (ОПЭ-опытно-промышленная эксплуатация) на этом месторождении началась в 1983 году.
После обретения независимости Туркменистана добыча значительно снизилась по экономических проблемам в связи с развалом единой экономики СССР, но после 1998 года снова увеличилась. Газ экспортируется по системе газопроводов Средняя Азия — Центр (I-IV ветки) . Начиная с декабря 2009 года, газ также поставляется в Иран по трубопроводу Довлетабад — Салып-Яр.

## Запасы
До начала добычи в 1983 году извлекаемые запасы природного газа оценивались примерно в 1,7 триллиона кубических метров. В 1992 году его предполагаемые извлекаемые запасы составляли 1,38 триллиона кубических метров. В 1997 году независимая консалтинговая компания США DeGolyer и McNaughton сертифицировали извлекаемые запасы на уровне около 710 миллиардов кубических метров, умышленно занизив запасы для ограничения влияния России. как основного покупателя туркменского газа.
Месторождение считалось крупнейшим (по международной  классификации -"уникальным") в Туркменистане до тех пор, пока не была обнародована тщательная оценка запасов на недавно открытом уникальном (по международной классификации) месторождении Ёлётен (ранее -Иолотань). Месторождение Довлетабад-Донмез было указано в качестве возможного источника поставок для Трансафганского трубопровода, но согласно данным Азиатского банка развития, прогнозы добычи на месторождении оказались «ниже, чем ожидалось», и что «прогнозируется снижение добычи».